# 江口義孝
江口 義孝 （えぐち よしたか、1950年12月14日 - ）は、元NHK解説委員。大分県出身。

## 来歴・人物
東京外国語大学スペイン語科を卒業後、日本放送協会に入局。NHK福岡放送局報道課、報道局外信部に所属。フォークランド紛争、中米紛争、イラン・イラク戦争を取材する。1985年にリオデジャネイロ支局長、1990年にバルセロナ支局長。
報道局国際部副部長であった、1997年のペルー日本大使公邸占拠事件では、事件の発生をいち早くキャッチして伝えるとともに、公邸を占拠したゲリラとの対話、人質となっていた青木大使との対話を報じる。また、個人的なペルー国内の取材ラインを駆使して、ペルー政府の動きを正確に報道し続けた功績によって、日本放送協会会長賞を受賞した。
また、事件解決後にフジモリ大統領の協力を得て制作した、NHKスペシャル『突入（ペルー日本大使公邸事件の127日間）』は、文化庁芸術祭ドキュメンタリー部門で優秀賞、モンテカルロ・テレビ祭ドキュメンタリー部門でシルバーニンフ賞を受賞した。
1999年にバンコク支局長、報道局国際部長を歴任。
その後、スポーツ放送センター長を経て、放送総局解説委員室解説主幹で退職。NHK情報ネットワーク株式会社へ再就職し、バイリンガルセンター長。同常務取締役を経て、2026年退職。東京外国語大学経営協議会委員を務めた。現在、NHKグローバルメディアサービス専門委員。
2010年1月15日に、国際文化会館で開催された第1回日・アルゼンチン交流シンポジウムの日本側メンバーに選ばれている。またアルゼンチンで行われた第2回シンポジウムのメンバーにも選ばれた。
2022年8月に、スペインの首相暗殺事件を扱った「独裁者を倒せ」を三冬社より出版した。独裁者フランコ総統の後継者カルボ・ソテロ首相を、バスクの左翼過激派ETAのコマンドが狙った事件で、背後でアメリカの情報機関CIAが動いたとの疑惑があった。フランコは信頼していた後継者を失い、事件から二年後の1975年に死亡する。スペインがフアン・カルロス国王の下で民主化するのは、その三年後だった。